# Mírová pod Kozákovem
Mírová pod Kozákovem é uma comuna checa localizada na região de Liberec, distrito de Semily.